# نيك كولز
نيك كولز (14 سبتمبر 1976 - ) (بالإنجليزية: Nick Coles)‏ هو لاعب كريكت بريطاني.

## وصلات خارجية
- نيك كولز على موقع إي آس بي آن كريك إنفو (الإنجليزية)